# Hrabstwo Los Alamos
Hrabstwo Los Alamos (ang. Los Alamos County) – hrabstwo w stanie Nowy Meksyk w Stanach Zjednoczonych.

## CDP
- Los Alamos
- White Rock